# Bitwa pod Suomussalmi
Bitwa pod Suomussalmi – bitwa rozegrana między fińskimi a radzieckimi wojskami podczas wojny zimowej. Potyczki miały miejsce między 7 grudnia 1939 a 8 stycznia 1940 roku. Rezultatem było miażdżące zwycięstwo fińskie nad o wiele potężniejszymi wojskami radzieckimi.

## Bitwa
30 listopada 1939 roku radziecka 163. Dywizja Strzelecka przekroczyła granicę radziecko-fińską i ruszyła na wieś Suomussalmi. Radzieckim celem było zdobycie miasta Oulu nad Zatoką Botnicką i tym samym przecięcie Finlandii na dwie części. Zaledwie jeden fiński batalion (Er.P 15) znajdował się w rejonie i był zlokalizowany w Raate, niedaleko Suomussalmi. Suomussalmi zostało zajęte przez radzieckie wojska bez większego oporu 7 grudnia (zaledwie dwie kompanie toczyły walki opóźniające pomiędzy granicą a Suomussalmi), ale Finowie spalili wieś, aby pozbawić Sowietów możliwości schronienia się przed mrozem. Następnie Finowie wycofali się przez jeziora Niskanselkä i Haukiperä. Pierwsze zacięte potyczki wybuchły 8 grudnia, kiedy radzieckie wojska rozpoczęły atak na zamarznięte jeziora od zachodu. Ich atak nie udał się całkowicie. Inny atak radzieckich sił ruszył na północny zachód, przeciwko Puolanka bronione przez batalion Er.P 15, który właśnie wtedy tam dotarł. Ten atak także się nie powiódł.
9 grudnia obrona została wzmocniona, kiedy pojawił się nowo sformowany pułk piechoty IR 27. Pułkownik Hjalmar Siilasvuo (nowo mianowany dowódca sił fińskich) podjął natychmiastowe kroki zmierzające do ponownego zajęcia Suomussalmi. Główne siły ruszyły na Suomussalmi, ale spotkały się z dużym oporem, który spowodował duże straty u Finów.
24 grudnia Sowieci przeszli do kontrataku, ale nie udało im się przełamać obrony okrążających ich Finów.
Wzmocnieni dodatkowymi dwoma pułkami piechoty (IR 64 i IR 65) Finowie zaatakowali jeszcze raz 27 grudnia. Tym razem udało się im zająć wieś, a radzieccy żołnierze uciekli w panice przez zamarznięte jeziora.
Podczas tej rozgrywki radziecka 44. Dywizja Strzelecka maszerowała od strony wschodniej w kierunku Suomussalmi. Dywizja została jednak okrążona w drodze między Suomussalmi a Raate. Między 4 a 8 stycznia Finom udało się rozszczepić radziecką dywizję na kilka odizolowanych od siebie grup (znanych jako motti), które później fińscy żołnierze eliminowali. Bitwa ta uważana jest w Finlandii do tej pory jako symbol całej wojny zimowej.

## Rezultat
Bitwa zakończyła się zdecydowanym zwycięstwem Finów. Jeżeli radzieckie wojska zdobyłyby Oulu Finowie zmuszeni byliby do walki na dwóch frontach i ważna linia kolejowa do Szwecji zostałaby przerwana. Bitwa wzmocniła morale Finów. Wojska fińskie zdobyły także dużą ilość sprzętu i zaopatrzenia, w tym 43 czołgi, 71 dział, 260 samochodów, 1170 koni, 29 dział przeciwpancernych i inną broń. Stanowiło to bardzo dużą wartość dla fińskiej armii, ponieważ Finlandia miała do tej pory tylko jeden całkowicie sprawny czołg.

## Analiza

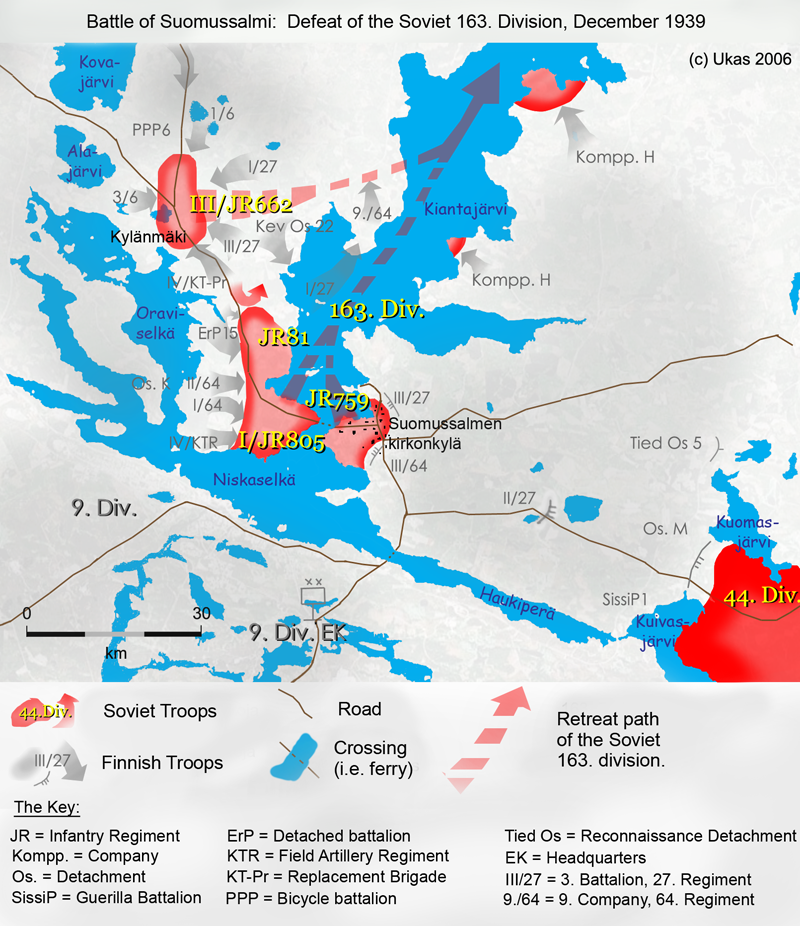
Mapa bitwy pod Suomussalmi

Bitwa pod Suomussalmi prezentowana jest jako podręcznikowy przykład, że małe siły zbrojne, inteligentnie dowodzone i walczące w znanym sobie terenie, mogą pokonać o wiele potężniejsze wojska wroga. Fakty, które istotnie wpłynęły na wynik bitwy to między innymi:
- Większa mobilność: fińscy żołnierze korzystali masowo ze sprzętu narciarskiego i sań, podczas gdy radzieccy żołnierze byli „przywiązani” do dróg z powodu cięższego sprzętu, byli też nieprzyzwyczajeni do zimowych i leśnych warunków.
- Elastyczna, „nieortodoksyjna” strategia: fińskie wojska atakowały radzieckie kuchnie polowe – brak ciepłych posiłków w warunkach ostrej arktycznej zimy osłabiał morale radzieckich żołnierzy.
- Radziecka ochrona połączeń telefonicznych zawiodła. Radzieckie wojska polegały na liniach telefonicznych dla swojej komunikacji. Linie były podsłuchiwane przez Finów i dawały im ważne informacje o przemieszczaniu się radzieckiego zaopatrzenia[3].
- Ubrania i uzbrojenie fińskiej armii były przystosowane do warunków wojennych w głębokim śniegu i niskich temperaturach.
- Radzieckim celem było podzielić Finlandię na dwie części w rejonie Oulu. Ten pomysł wyglądał dobrze ze strategicznego punktu widzenia na papierze, ale był nierealny w rzeczywistości. Teren w tej części Finlandii jest pokryty bardzo gęstymi lasami, gdzie sieć dróg składała się jedynie ze ścieżek leśnych. Zmechanizowane dywizje były w tym czasie zmuszone trzymać się ubitych dróg, co powodowało, że fińskie grupy żołnierzy na nartach z łatwością wymanewrowały je i odcinały im drogę.